# ABC (banda)
ABC es una banda de new romantic británica, que estuvo en los top 40 de sencillos entre 1981 y 1990.
Son originarios de Sheffield; aún siguen vigentes con nuevos integrantes.

## Orígenes: Vice Versa
Ver artículo principal: Vice Versa
Todo comenzó en 1977 cuando Mark White, Stephen Singleton y David Sydenham formaron una banda orientada al uso de sintetizadores, al estilo de The Human League, Clock DVA o Cabaret Voltaire en ese tiempo; la banda se llamó Vice Versa. Después de una entrevista encargada por Martin Fry, White y Singleton decidieron llamarlo para formar parte de su agrupación.
White cantaba en aquel período, pero durante una gira en Róterdam, Holanda, a Fry le tocó improvisar la voz. Después de hacerlo, todo el mundo quedó impresionado. Así Fry tomaría el lugar de White, y Vice Versa cambió su estilo y nombre, el cual sería ABC en 1980.
Vice Versa sacó un EP y unos cuantos sencillos, todos de estilo synthpop, llegando al industrial, como Human League o Kraftwerk. "New Girls", su primer sencillo había sido el "sencillo de la semana" por NME

## Discografía
- ABC (Mercury, 1980)
- The Lexicon of Love (Mercury, 1982)
- Beauty Stab (Mercury, 1983)
- How To Be A...Zillionaire! (Mercury, 1985)
- Alphabet City (Mercury, 1987)
- Up (Mercury, 1989)
- Absolutely (Mercury, 1990)
- Abracadabra (EMI, 1991)
- Skyscraping (Deconstruction, 1997)
- The Lexicon of Live (Blatant, 1999)
- Look of Love - The Very Best of ABC (Universal, 2001)
- Traffic (Borough Music, 2008)
- The Lexicon of Love II (Blatant Music, 2016)

- Datos: Q287078